# Künstliche Wimper
Künstliche Wimpern sind eine Art von falschen Wimpern, die aus synthetischen Fasern hergestellt werden und Anwendung in der Kosmetik finden. Sie werden auf die natürlichen Wimpern aufgetragen, um ein volleres und längeres Aussehen zu erzielen, und bilden daher eine Alternative zur Wimpernverlängerung. Künstliche Wimpern sind in verschiedenen Längen, Farben und Texturen erhältlich und können entweder als Einzelwimpern oder als Bandwimpern gekauft werden.

## Anbringung
Üblicherweise werden künstliche Wimpern mithilfe von Kleber auf die eigenen natürlichen Wimpern geklebt. Als Alternative zur Anbringung mit Kleber existieren auch magnetische Wimpern. Diese bestehen aus zwei Teilen, welche sich gegenseitig anziehen. Zunächst wird eine Hälfte auf die Oberseite der eigenen natürlichen Wimpern gelegt und das entsprechende magnetische Gegenstück wird dann unterhalb derselben an das obere Stück herangeführt. Auf diese Weise wird die eigene Wimper zwischen den beiden magnetischen, künstlichen Wimpern eingeklemmt. Diese Klammerwirkung macht das Einsetzen von Kleber überflüssig.

## Geschichte
Im Jahr 1911 wurde in Amerika das erste Patent für künstliche Wimpern angemeldet, ihr Material scheint nicht bekannt. Besonders ab den 1940er Jahren werden künstliche Wimpern zu einem Modetrend und werden auch von prominenten Filmschauspielern eingesetzt. Dieser Trend setzte sich bis zu den 1960er Jahren durch und erlosch in den 1970er und 1980er Jahren zeitweise, da dann ein eher natürlicher Stil Einzug fand. Ein Wiederaufleben des Trends gab es in den 1990er Jahren. Models wie Pamela Anderson, Anna Nicole Smith oder Cindy Crawford wirkten dabei mit, künstliche Wimpern wieder in den Fokus zu rücken, sodass diese in der Folge wieder an Popularität gewannen.